# 九竜坡区
九竜坡区（きゅうりゅうはく）は中華人民共和国重慶市に位置する市轄区。

## 歴史
明代、この地区は九竜灘と称され、その後九竜舗と称されるようになった。1942年に重慶市第十七区九竜舗鎮とされ、更に1955年に重慶市第四区を九竜舗に音の近い九竜坡区と改称され現在に至る。

## 行政区画
下部に9街道、10鎮を管轄する。
- 街道
  - 楊家坪街道、黄桷坪街道、謝家湾街道、石坪橋街道、石橋鋪街道、中梁山街道、渝州路街道、二郎街道、九竜街道
- 鎮
  - 華岩鎮、含谷鎮、金鳳鎮、白市駅鎮、走馬鎮、石板鎮、巴福鎮、陶家鎮、西彭鎮、銅罐駅鎮

## 教育

### 大学
- 重慶理工大学（中国語版）、重慶科技学院（中国語版）、重慶放送電子大学、重慶工業職業技術学院、四川美術学院（中国語版）

## 交通

### 鉄道
- 重慶軌道交通
  - 1号線
  - 2号線
  - 5号線
  - 18号線
  - 環状線
  - 江跳線

### 道路
- 高速道路
  -  蘭海高速道路
  -  銀昆高速道路
  -  成渝環状高速道路
  -  重慶環状高速道路（中国語版）
  -  渝瀘高速道路（中国語版）
  -  渝瀘複線高速道路
- 国道
  - G212国道

## 健康・医療・衛生
- 重慶市九竜坡区人民医院
- 重慶市九竜坡区第二人民医院
- 九竜坡区中医院
- 重慶建設医院
- 九竜坡区中西医結合医院
- 高新区人民医院
- 重慶西南アルミニウム医院
- 重慶医科大学附属康復医院[1]
- 重慶市第十三人民医院
- 重慶渝西医院

## 友好都市
- 韓国・釜山広域市 中区